# Жуниор, Алдемир
Алдемир Гомис да Силва Жуниор (порт.-браз. Aldemir Gomes da Silva Júnior; род. 8 июня 1992, Нитерой, Рио-де-Жанейро) — бразильский легкоатлет, специалист по бегу на короткие дистанции. Выступает за сборную Бразилии по лёгкой атлетике с 2011 года, обладатель серебряной медали Панамериканских игр, чемпион Южноамериканских игр и Южной Америки, победитель иберо-американских чемпионатов, многократный победитель и призёр первенств национального значения, участник трёх летних Олимпийских игр.

## Биография
Алдемир Жуниор родился 8 июня 1992 года в муниципалитете Нитерой, штат Рио-де-Жанейро.
Первого серьёзного успеха на международном уровне добился в сезоне 2011 года, когда вошёл в состав бразильской сборной и выступил на юниорском южноамериканском первенстве в Медельине, где одержал победу в беге на 100 и 200 метров, а также в эстафете 4 × 100 метров.
В 2012 году на иберо-американском чемпионате в Баркисимето получил серебро в дисциплине 200 метров и завоевал золото в эстафете 4 × 100 метров. Благодаря череде успешных выступлений удостоился права защищать честь страны на летних Олимпийских играх в Лондоне — на дистанции 200 метров дошёл до стадии полуфиналов, тогда как в эстафете 4 × 100 метров не смог преодолеть предварительный квалификационный этап. Кроме того, в этом сезоне успешно выступил на молодёжном южноамериканском первенстве в Сан-Паулу, где был лучшим в дисциплинах 100, 200 метров и в эстафете 4 × 100 метров.
В 2013 году бежал 200 метров на чемпионате мира в Москве.
В 2014 году на Южноамериканских играх в Сантьяго победил в беге на 200 метров и в эстафете 4 × 100 метров. На иберо-американском чемпионате в Сан-Паулу был четвёртым и первым в тех же дисциплинах. На молодёжном южноамериканском первенстве в Монтевидео получил серебро на дистанции 100 метров, золото на дистанции 200 метров и в эстафете 4 × 100 метров. На впервые проводившемся чемпионате мира по легкоатлетическим эстафетам в Нассау вместе с соотечественниками занял итоговое четвёртое место.
В 2015 году вновь стал четвёртым на эстафетном чемпионате мира в Нассау. На Панамериканских играх в Торонто дошёл до полуфинала в беге на 200 метров и выиграл серебряную медаль в эстафете 4 × 100 метров. Стартовал в тех же дисциплинах на чемпионате мира в Пекине. На Всемирных военных играх в Мунгёне взял бронзу в дисциплине 200 метров и стал пятым в эстафете 4 × 100 метров.
В 2016 году на домашнем иберо-американском чемпионате в Рио-де-Жанейро занял пятое место в беге на 200 метров. Выполнив олимпийский квалификационный норматив (20,50), благополучно прошёл отбор на Олимпийские игры в Рио-де-Жанейро, где в программе 200 метров не смог пройти дальше предварительного квалификационного этапа.
На чемпионате Южной Америки 2017 года в Асунсьоне выиграл эстафету 4 × 100 метров. Бежал 200 метров на чемпионате мира в Лондоне. Будучи студентом, представлял Бразилию на Всемирной Универсиаде в Тайбэе.
В 2018 году на Южноамериканских играх в Кочабамбе финишировал пятым в беге на 100 метров, четвёртым в беге на 200 метров, завоевал бронзовую награду в эстафете 4 × 100 метров. На иберо-американском чемпионате в Трухильо стал серебряным призёром в дисциплине 200 метров и одержал победу в эстафете 4 × 100 метров.
В 2019 году среди прочего бежал 200 метров на чемпионате мира в Дохе. На Всемирных военных играх в Ухане выиграл 200 метров и эстафету 4 × 100 метров, в то время как в эстафете 4 × 400 метров показал пятый результат.
В 2021 году принимал участие в Олимпийских играх в Токио — в беге на 200 метров остановился на предварительном квалификационном этапе.